# Pipilo
Pipilo es un género de aves paseriformes perteneciente a la familia Passerellidae, conocidos vulgarmente como toquíes.
Todas son especies de América del Norte, aunque dos especies llegan hasta Guatemala.

## Especies
Se reconocen las siguientes especies:
- Pipilo chlorurus (Audubon, 1839) – toquí coliverde. Norteamérica
- Pipilo ocai (Lawrence, 1865) – toquí acollarado. Endémico de México
- Pipilo maculatus Swainson, 1827 toquí moteado. Desde Canadá hasta Guatemala
- Pipilo erythrophthalmus (Linnaeus, 1758) – rascador pinto oscuro, toquí flanquirrufo. Desde Canadá hasta Guatemala
- Pipilo naufragus Swainson, 1827 † – toquí de Bermudas.